# Zingiber larsenii
Zingiber larsenii är en enhjärtbladig växtart som beskrevs av Ida Theilade. Zingiber larsenii ingår i släktet Zingiber och familjen Zingiberaceae. Inga underarter finns listade i Catalogue of Life.